# Bartolomeo Ferrari (Mathematiker)
Bartolomeo Ferrari CRSP (* 5. Juni 1747 in Mailand als Luigi Maria Ferrari; † 19. Mai 1820 ebenda) war ein italienischer Mathematiker, Physiker und Ordensmann.

## Leben
Sein Vater war Wasserbau-Ingenieur und der Sohn erhielt in der Taufe den Namen Luigi Maria. Bei seinem Eintritt ins Kloster erhielt er den Ordensnamen Bartolomeo. Die schulische Grundbildung erhielt er bei den Barnabiten in Mailand, bis er selbst – 17 Jahre alt – am 28. Oktober 1784 in diesen Orden eintrat und am 29. Oktober 1785 die Ordensgelübde ablegte. Nun setzte er die Studien in Mailand fort und vollendete sie in Bologna und Rom unter Lehrern wie Francesco De Regis und Giuseppe Maria Racagni. Dann übernahm er selbst ein Lehramt, vorerst in Mailand im Kloster, wo er seinen Ordensbrüdern Philosophie vortrug, später in Lodi. Im Jahre 1790 wurde er Nachfolger Racagnis auf dessen Lehrkanzel der Physik zu Mailand, und später des berühmten De Regi in der Mathematik. Bis 1810 war Ferrari auf diesem Gebiete tätig, als ihn die in diesem Jahre in der Lombardei erfolgte Auflösung seines Ordens traf. Ferrari zog sich nunmehr ins Privatleben zurück, aber schon 1816 berief ihn Graf Giovanni Scopoli als Religionslehrer an das Lyceum Alexandrinum in Mailand, welche Stelle er bis an seinen Tod im Alter von 72 Jahren, bekleidete.

## Werk
Ferrari veröffentlichte mehrere wissenschaftliche Abhandlungen auf dem Gebiet der Hydraulik:
- La percossa de’ fluidi
- La velocità delle acque sgorganti
- La contrazione della vena e la formazione de’ vortici
- L’allargamento della vena prodotto dai tubi
- Dei tubi di condotta
- Delle acque in corso libero
- Dei varj strumenti per misurare le velocità delle acque correnti
- Del movimento attuale delle acque correnti
- Del sistema de’ Fiumi
- Sul rigurgito delle acque
- Sul cilindro a pendolo (Diese Abhandlungen erschienen gesammelt als Dissertazioni idrauliche in 3 Bänden (1793, 1797, 1811, Digitalisat, Digitalisat, Digitalisat).)

Außerdem schrieb Ferrari einige religiöse Abhandlungen:
- La Mission di Mosè, con una dissertazione sul Pentateuco Samaritano. Presso Giuseppe Marelli, Milano 1799 (Digitalisat)
- Due libri sulla religione cristiana con un appendice sopra i misteri. Giovanni Silvestri, Milano 1816 (Digitalisat)
- Introduzione allo studio della Religione rivelata. Milano 1819 (Digitalisat)

Auch veranstaltete Ferrari eine verbesserte und mit den Zusätzen des Autors vermehrte Ausgabe des Werkes von Francesco Maria De Regi: Uso della Tavola Parabolica per le bocche d’irrigazione. Milano 1804.

## Monument
Ferraris Schüler ließen ihm im Lyceum zu Mailand ein Denkmal setzen, welches folgende Inschrift trägt:
Bartolommeo Ferrari

Sacerdote Mansueto Incolpabile

Insegnò Per XLIII Anni Le Matem:

La Filosofia E La Sapienza Della Religione

I Discepoli Piangenti

Lo Portarono Al Sepolcro

E Gli Pongono Memoria Di Gratitudine

E Di Venerazione

Visse Dal MDCCIIL Al MDCCCXX